# Ecuații termodinamice
Termodinamica este formalizată matematic prin ecuații termodinamice care stabilesc relații între diferite cantități termodinamice și proprietăți fizice măsurate într-un laborator sau într-un proces de producție. Termodinamica se bazează pe un set fundamental de postulate, care au devenit principiile termodinamicii.

## Descriere
Una dintre ecuațiile termodinamice fundamentale este descrierea schimbului de energie mecanică prin analogie cu lucrul mecanic, adică greutatea ridicată împotriva gravitației, așa cum a fost definită în 1824 de fizicianul francez Sadi Carnot. Carnot a folosit expresia putere motrice pentru lucrul mecanic. În notele de subsol din celebra sa lucrare Réflexions sur la puissance motrice du feu (în română Reflecții asupra puterii motrice a focului), el afirmă: „Folosim aici expresia «putere motrice» pentru a exprima efectul util pe care un motor este capabil să îl producă. Acest efect poate fi întotdeauna asemănat cu ridicarea unei greutăți la o anumită înălțime. Are, după cum știm, ca măsură, produsul greutății înmulțit cu înălțimea la care este ridicat.” Împreună cu o unitate de timp, din definiția lui Carnot se ajunge la definiția modernă pentru putere:
{\displaystyle P={\frac {L}{t}}={\frac {(mg)h}{t}}}
În a doua jumătate a secolului al XIX-lea, fizicieni ca Rudolf Clausius, Peter Guthrie Tait și Josiah Willard Gibbs au dezvoltat conceptul de sistem termodinamic și, corelativ, legi energetice care descriu procesele asociate acestuia. Starea de echilibru a unui sistem termodinamic este descrisă prin specificarea „stării” acestuia. Starea unui sistem termodinamic este specificată de un număr de cantități extensive, dintre care cele mai cunoscute sunt volumul, energia internă și cantitățile din fiecare tip de particule constitutive (numerele de particule). Parametrii extensivi sunt proprietăți ale întregului sistem, spre deosebire de parametrii intensivi, cum ar fi temperatura și presiunea, care pot fi definiți într-un punct. Parametrii extensivi (cu excepția entropiei) în general se conservă cât timp sistemul este „izolat” față de modificările acelui parametru în exterior. Adevărul acestei afirmații pentru volum este trivial; pentru particule s-ar putea spune că numărul total de particule al fiecărui element atomic se conservă. În cazul energiei, afirmația de conservare a energiei este cunoscută sub numele de principiul întâi al termodinamicii.
Un sistem termodinamic este în echilibru atunci când starea sa nu se mai schimbă în timp. Acest lucru se poate întâmpla într-un timp foarte scurt sau se poate întâmpla extrem de încet. Un sistem termodinamic poate fi compus din mai multe subsisteme, care pot fi sau nu „izolate” unul de celălalt pentru diferite cantități extensive. Dacă un sistem termodinamic este în echilibru și se relaxează unele dintre constrângerile sale, acesta va trece într-o nouă stare de echilibru. Parametrii termodinamici pot văzuți ca variabile, iar starea poate fi văzută ca un anumit punct dintr-un spațiu de parametri termodinamici. Schimbarea stării sistemului poate fi văzută ca o cale în acest spațiu al stărilor. Această modificare se numește proces termodinamic. Ecuațiile termodinamice sunt folosite pentru a exprima relațiile dintre parametrii de stare în aceste diferite stări de echilibru.
Conceptul care stabilește calea pe care un sistem termodinamic o urmează în spațiul stărilor pe măsură ce trece dintr-o stare de echilibru în alta este acela al entropiei. Entropia este văzută ca o funcție extensivă a tuturor parametrilor termodinamici extensivi. Dacă un sistem termodinamic este în echilibru și se eliberează unele dintre constrângerile extensive ale sistemului, există multe stări de echilibru la care acesta ar putea ajunge în concordanță cu conservarea energiei, volumului etc. Principiul al doilea al termodinamicii precizează că starea de echilibru spre care se deplasează sistemul este de fapt cea cu cea mai mare entropie. Odată ce se cunoaște entropia în funcție de variabilele extensive ale sistemului, se va putea prezice starea finală de echilibru.

## Notații uzuale
Notațiile uzuale ale celor mai comune mărimi termodinamice sunt:
{\displaystyle p} – presiune
{\displaystyle V} – volum
{\displaystyle T} – temperatură absolută
{\displaystyle S} – entropie
{\displaystyle \mu } – potențial chimic
{\displaystyle N} – număr de particule
Sistemele termodinamice sunt de obicei afectate de următoarele tipuri de interacțiuni ale sistemului. Tipurile luate în considerare sunt folosite pentru a clasifica sistemele ca: sistem deschis, sistem închis și sistem izolat.
{\displaystyle \delta l} – cantitate infinitezimală de lucru mecanic, L
{\displaystyle \delta q} – cantitate infinitezimală de căldură, Q
{\displaystyle m} – masă
Proprietățile materialelor comune determinate din funcțiile termodinamice sunt următoarele:
{\displaystyle \rho } – densitate (masă pe unitate de volum)
{\displaystyle C_{v}} – capacitate termică la volum constant
{\displaystyle C_{p}} – capacitate termică la presiune constantă
{\displaystyle \beta _{T}} – compresibilitate izotermică
{\displaystyle \beta _{S}} – compresibilitate adiabatică
{\displaystyle \alpha } – coeficient de dilatare termică
Următoarele sunt constante care apar în multe relații datorită aplicării unui sistem standard de unități.
{\displaystyle k_{\mathrm {B} }} – constanta Boltzmann
{\displaystyle R} – constanta universală a gazului ideal
{\displaystyle N_{\mathrm {A} }} – constanta lui Avogadro

## Ecuațiile termodinamicii
| Principiile termodinamicii              |
| --------------------------------------- |
| Principiul zero al termodinamicii       |
| • Stabilirea echilibrului termodinamic  |
| • Tranzitivitatea echilibrului termic   |
| Principiul întâi al termodinamicii      |
| Principiul al doilea al termodinamicii  |
| Principiul al treilea al termodinamicii |
| modifică                                |

Relația fundamentală a termodinamicii:
{\displaystyle dU=TdS-pdV+\sum _{i=1}^{k}\mu _{i}dN_{i}}
unde
- spațiul termodinamic are k+2 dimensiuni;
- mărimile diferențiale ({\displaystyle U,S,V,N_{i}}) sunt toate extensive, iar coeficienții ({\displaystyle T,p,\mu _{i}}) sunt mărimi intensive. Fiecare pereche din ecuație sunt mărimi conjugate față de energia internă. Orice dezechilibru în variabilele intensive va determina un flux al variabilei extensive într-o direcție care să contracareze dezechilibrul.

## Ecuații de ordinul întâi
La fel ca în versiunea pentru energia internă a ecuației fundamentale, regula derivării funcțiilor compuse poate fi utilizată pentru ecuațiile de mai sus pentru a găsi k+2 ecuații de stare pentru anumite potențiale. Dacă {\displaystyle \Phi } este un potențial termodinamic, atunci ecuația fundamentală poate fi scrisă ca:
{\displaystyle d\Phi =\sum _{i}{\frac {\partial \Phi }{\partial X_{i}}}dX_{i}}
unde {\displaystyle X_{i}} sunt variabilele naturale ale potențialului. Dacă {\displaystyle \gamma _{i}} este conjugata lui {\displaystyle X_{i}}, atunci se obține ecuația de stare pentru acel potențial, câte una pentru fiecare pereche de variabile conjugate.
{\displaystyle \gamma _{i}={\frac {\partial \Phi }{\partial X_{i}}}}
O singură ecuație de stare nu va fi suficientă pentru a reconstitui ecuația fundamentală. Pentru a caracteriza complet sistemul termodinamic vor fi necesare toate ecuațiile de stare. De reținut că ceea ce se numește de obcei „ecuația de stare” este doar ecuația de stare „mecanică” care implică potențialul Helmholtz și volumul:
{\displaystyle \left({\frac {\partial F}{\partial V}}\right)_{T,\{N_{i}\}}=-p}
Pentru un gaz ideal aceasta devine familiara {\displaystyle pV=Nk_{\mathrm {B} }T.}

### Integralele Euler
| Potențiale termodinamice | Potențiale termodinamice              |
| ------------------------ | ------------------------------------- |
| Energie internă          | {\displaystyle U\left(S,V,N\right)\,} |
| Entalpie                 | {\displaystyle H\left(S,p,N\right)\,} |
| Energie liberă           | {\displaystyle F\left(T,V,N\right)\,} |
| Entalpie liberă          | {\displaystyle G\left(T,p,N\right)\,} |
| modifică                 |                                       |

Deoarece toate variabilele naturale ale energiei interne U sunt cantități extensive, din teorema funcției omogene a lui Euler rezultă că:
{\displaystyle U=TS-pV+\sum _{i}\mu _{i}N_{i}}
Înlocuind în expresiile celorlalte potențiale principale, se obțin următoarele expresii pentru potențialele termodinamice:
{\displaystyle F=-pV+\sum _{i}\mu _{i}N_{i}}
{\displaystyle H=TS+\sum _{i}\mu _{i}N_{i}}
{\displaystyle G=\sum _{i}\mu _{i}N_{i}}
De reținut că integralele Euler sunt uneori denumite și ecuații fundamentale.

### Relațiile Gibbs–Duhem
Derivând ecuația lui Euler pentru energia internă și combinând-o cu ecuația fundamentală pentru energia internă, rezultă că:
{\displaystyle 0=SdT-Vdp+\sum _{i}N_{i}d\mu _{i}}
care este cunoscută sub numele de relația Gibbs–Duhem. Gibbs–Duhem este o relație între parametrii intensivi ai sistemului. Rezultă că pentru un sistem simplu cu r componente vor exista r+1 parametri independenți, sau grade de libertate. De exemplu, un sistem simplu cu o singură componentă va avea două grade de libertate și poate fi descris de doar doi parametri, de exemplu presiunea și volumul. Relația este numită după Josiah Willard Gibbs și Pierre Duhem.

## Ecuații de ordinul al doilea
Există multe relații care rezultă matematic din ecuațiile de bază de mai sus. Multe ecuații sunt exprimate prin derivate de ordinul al doilea ale potențialelor termodinamice (v. Ecuațiile Bridgman).

### Relațiile Maxwell
Relațiile Maxwell sunt egalități în care apar derivatele de ordinul al doilea ale potențialelor termodinamice în funcție de variabilele lor naturale. Ele rezultă direct din faptul că ordinea derivării nu contează atunci când se ia derivata a doua. Cele mai comune patru relații Maxwell sunt:
| {\displaystyle ~\left({\partial T \over \partial V}\right)_{S,N}=-\left({\partial p \over \partial S}\right)_{V,N}~} |  | {\displaystyle ~\left({\partial T \over \partial p}\right)_{S,N}=\left({\partial V \over \partial S}\right)_{p,N}~} |
| {\displaystyle ~\left({\partial T \over \partial V}\right)_{p,N}=-\left({\partial p \over \partial S}\right)_{T,N}~} |  | {\displaystyle ~\left({\partial T \over \partial p}\right)_{V,N}=\left({\partial V \over \partial S}\right)_{T,N}~} |
Ca instrument pentru a reaminti și a deriva aceste relații poate fi folosit pătratul termodinamic.

### Proprietăți ale materialelor
Derivatele de ordinul al doilea ale potențialelor termodinamice descriu în general răspunsul sistemului la schimbări mici. Numărul de derivate de ordinul al doilea care sunt independente una de celelalte este relativ mic, ceea ce înseamnă că majoritatea proprietăților materialelor pot fi descrise în funcție de doar câteva proprietăți „standard”. În cazul unui sistem cu o singură componentă, există trei proprietăți considerate în general „standard” din care pot fi derivate toate celelalte:
- Compresibilitatea la temperatură constantă sau entropie constantă:

{\displaystyle \beta _{T{\text{ sau }}S}=-{1 \over V}\left({\partial V \over \partial p}\right)_{T,N{\text{ sau }}S,N}}
- Capacitatea termică masică la presiune constantă sau volum constant:

{\displaystyle c_{p{\text{ sau }}V}={\frac {T}{N}}\left({\partial S \over \partial T}\right)_{p{\text{ sau }}V}~}
- Coeficientul de dilatare termică:

{\displaystyle \alpha _{p}={\frac {1}{V}}\left({\frac {\partial V}{\partial T}}\right)_{p}}
Aceste proprietăți sunt considerate a fi cele trei derivate de ordinul al doilea posibile ale entalpiei libere (Gibbs) în funcție de temperatură și presiune.

## Relații între proprietățile termodinamice
Proprietăți precum presiunea, volumul, temperatura, volumul celulei unitate, modulul de elasticitate cubică și masa sunt ușor de măsurat. Alte proprietăți sunt măsurate prin relații simple, cum ar fi densitatea, volumul masic, masa volumică. Proprietăți precum energia internă, entropia, entalpia și schimbul de căldură nu sunt așa de ușor de măsurat sau de determinat prin relații simple. Astfel, se folosesc relații mai complexe, cum ar fi relațiile Maxwell, Clausius–Clapeyron⁠(d) și Mayer.
În termodinamică relațiile Maxwell sunt critice deoarece oferă un mijloc simplu de a determina schimbările entropiei măsurând doar variațiile presiunii, temperaturii și volumului masic. Entropia nu poate fi măsurată direct. Modificarea entropiei în funcție de presiune la o temperatură constantă este aceeași cu modificarea negativă a volumului masic în funcție de temperatură la o presiune constantă, pentru un sistem compresibil simplu. Relațiile Maxwell în termodinamică sunt adesea folosite pentru a deriva relații termodinamice.
Relația Clausius–Clapeyron permite determinarea variației entalpiei la o schimbare de fază măsurând presiunea, temperatura și volumul masic. Este semnificativă pentru orice proces de schimbare de fază care are loc la presiune și temperatură constante. Una dintre relațiile la care s-a folosit este determinarea entalpiei de vaporizare la o temperatură furnizată prin măsurarea pantei unei curbe de saturație pe un grafic al presiunii în funcție de temperatură. De asemenea, permite determinarea volumului masic al vaporilor și al lichidului saturat la o temperatură dată. În ecuația de mai jos, {\displaystyle q_{L}} este căldura latentă masică, {\displaystyle T} este temperatura și {\displaystyle \Delta v} este modificarea volumului masic.
{\displaystyle {\frac {\mathrm {d} p}{\mathrm {d} T}}={\frac {q_{L}}{T\Delta v}}}
Relația Robert Mayer afirmă că capacitatea termică masică la volum constant a unui gaz este puțin mai mică decât cea la presiune constantă. Această relație a fost dedusă prin raționamentul că trebuie furnizată energie pentru ca gazul să producă lucru mecanic la schimbarea volumului. Conform acestei relații, diferența dintre capacitățile termice specifice este aceeași cu constanta gazului. Această relație este reprezentată de diferența dintre {\displaystyle C_{p}} și {\displaystyle C_{V}}:
{\displaystyle C_{p}-C_{V}=R}